# 왕의 춤
《왕의 춤》은 2000년에 개봉한 브누와 마지멜이 주연을 맡은 제라르 코르비오 감독의 영화이다.

## 출연진
- 브누와 마지멜 - 루이 14세 역
- 보리스 테랄 - 장바티스트 륄리 역
- 체키 카리오 - 몰리에르 역

## KBS 성우진 (2002년 12월 8일)
- 김민석 - 륄리 (보리스 테릴)
- 오인성 - 루이 14세 (브누이 미지넬)
- 장광 - 몰리에르 (체키 카리오)
- 박민아 - 어머니
- 김병관 - 캄베르 (요한 리센)
- 차명화 - 마들렌 (세실 브와)
- 박상일 - 콩티 (이드비히 스테판)
- 안종국 - 의원
- 김정경 - 대신
- 탁원제 - 캄퍼
- 김익태 - 마자랭 (세르쥬 푈라르)
- 서광재 - 노트르 (알랭 엘로이)
- 김은아 - 줄리 (클레르 케임)
- 오수경 - 루이 부인
- 주유랑 - 아르망드 (캐롤린 베이트)